# Forteresse de Kušlat
 (signalé en juin 2025).
Si vous disposez d'ouvrages ou d'articles de référence ou si vous connaissez des sites web de qualité traitant du thème abordé ici, merci de compléter l'article en donnant les références utiles à sa vérifiabilité et en les liant à la section « Notes et références ».
- Archive Wikiwix
- Bing
- Cairn
- DuckDuckGo
- E. Universalis
- Gallica
- Google
- G. Books
- G. News
- G. Scholar
- Persée
- Qwant
- (zh) Baidu
- (ru) Yandex
- (wd) trouver des œuvres sur Wikidata

 (février 2024).
La forteresse de Kušlat ou Kučlat est située sur le territoire de la commune de Bratunac, au nord du village de Konjevići, en Bosnie-Herzégovine. Elle est mentionnée pour la première fois en 1404.